# Монтана
Монтана (енгл. Montana) држава је на западу Сједињених Америчких Држава. Западна трећина Монтане састоји се од бројних планинских венаца. Мањи, „острвски венци” налазе се у централној трећини државе, што даје укупно 77 именованих венаца Стеновитих планина. Ова географска особеност осликана је и у имену државе које је изведено од шпанске речи montaña (планина). Монтана има неколико надимака, али ниједан званичан, међу којима су: „држава благостања” и „земља великог неба”. По површини је четврта највећа држава, али је по броју становника на 44. месту, а такође је и трећа најређе насељена држава САД. У Монтани се налази Национални парк Јелоустон. Главни град Монтане је Хелена.

## Географске одлике
Монтана је четврта по величини држава САД, после Аљаске, Тексаса и Калифорније. На северу Монтана се у дужини од 877 km граничи са три канадске покрајине: Британском Колумбијом, Албертом и Саскачеваном.

### Рељеф и клима
Рељеф Монтане је углавном планински. Међутим, између многих планинских венаца су богате речне долине које имају велике пољопривредне ресурсе и вишеструке могућности за туризам и рекреацију. Исток и север ове прелазне зоне су експанзивни и ретко насељени. У Монтани се налази Национални парк Глечер, и Јелоустон. Око 127.000 km², или 35% Монтаниног земљишта управља федералним или државним органима. Постоји око 13.000 km² пустиње.
Монтана је велика држава са значајним разликама у географији, а клима је, дакле, подједнако разнолика. Држава протеже испод 45. паралеле (линија на половини пута између екватора и северног пола), на 49. паралели, и узвишења у распону од 2.000 метара, испод 610 м на скоро 4.000 м изнад нивоа мора.

### Хидрографија
Постоји најмање 3.223 именованих језера и акумулација у Монтани, укључујући језеро Флатхед, највеће природно слатководно језеро у западном делу Сједињених Држава. Највеће вештачко језеро у држави је Форт Пек на реци Мисури. Остала већа вештачка језера су Хангри Хорс на реци Флатхед, језеро Кукануса на реци Кутни, језеро Елвел на реци Маријас, Кларк Канјон на реци Биверхед, Јелоутај на реци Бигхорн, Канјон Ферија, Хаузер, Холтер, Рејнбоу и Блек Игл на реци Мисури.

### Флора и фауна
Вегетација државе обухвата Лодгепол бор, Пондерос бор, Доуглас Фир, аршику, смрчу, јасику, брезу, црвени кедар, кукуту, јасен, јову; Стеновите планине јавора и памучастодрвенаста стабла. Шуме покривају око 25% државе.

## Историја
Разни староседелачки народи живели су на територији данашње државе Монтана хиљадама година. Земљиште у Монтани источно од континенталне поделе била је део Луизијане. Низ великих рударских открића у западној трећини државе почетком 1862. где је нађено злато, сребро, бакар, олово, угаљ (и касније нафта) привукао је десетине хиљада рудара на то подручје. Пре стварања територије Монтане (1864—1889), разни крајеви који данас чине Монтану били делови Територије Орегон (1848—1859), Територије Вашингтон (1853—1863), Ајдаха(1863-1864), и Дакоте (1861—1864). Монтана је постала територија САД 26. маја 1864. Први Европљани кји су истражили територију Монтане били су Французи. Монтана је била поприште великих ратова са Индијанцима.

## Демографија
| 1900.   | 1910.   | 1920.   | 1930.   | 1940.   | 1950.   | 1960.   | 1970.   | 1980.   | 1990.   | 2000.   | 2010.   |
| ------- | ------- | ------- | ------- | ------- | ------- | ------- | ------- | ------- | ------- | ------- | ------- |
| 243.329 | 376.053 | 548.889 | 537.606 | 559.456 | 591.024 | 674.767 | 694.409 | 786.690 | 799.065 | 902.195 | 989.415 |

Попис из 2010. представио је повећање од 87.220 људи, или 9,7%, од 2000. Раст је углавном концентрисана у Монтани у седам највећих округа.
Према попису из 2010, 89,4% становништва су белци (87,8% нису хиспано бели), 6,3% су Амерички Индијанци, 2,9% су латино и Латиноамериканци било које расе, 0,6% грађана су пореклом из Азије, 0,4% су Црнци или Афроамериканци, 0,1% су са Хаваја и других пацифичких острва, 0,6% од неких других раса, и 2,5% становника су од две или више раса највећих европских предака групе у Монтани од 2010 су:. Немачка (27,0%), ирска (14,8% ), Енглеска (12,6%), а норвешка (10,9%).
Према америчком попису 2000, 94,8% становништва старијег од 5 и старији говоре енглески код куће. Шпански језик је најчешће говори код куће осим енглеског. Други језици који се говоре у Монтани (од 2013) обухватају Ассинибоине, Блекфут, Чејне, Кров, и тако даље. Одељење за образовање процењује да у 2009 5,274 ученика у Монтани говори још један језик код куће. Међу њима је индијански језик (64%), немачки (4%), шпански (3%), руски (1%) и кинески (мање од 0,5%).
Монтана има већи број Индијанског становништво бројчано и процентуално у односу на већину америчких држава. Монтана има три округа у којима су Амерички староседеоци већина : Биг Хорн, Глејшер и Рузвелт.
Верска структура становништва у Монтани је следећа: 
- протестанти 47%,
- католици 23%,
- Јевреји 0,5%,
- Јеховини сведоци 2%,
- Муслимани 0,5%,
- будисти 1%,
- Хинду 0,5% и
- нерелигиозни 20%

Велики број верника (мерено бројем присталица) укључује римокатоличку цркву са 169,250 од 2000; Евангелистичку лутеранску цркву у Америци са 50,287 од 2000; и (на дан 31. децембра 2012) Цркву Исуса Христа - 47.854.

### Највећи градови
| Билингс Мизула | 1.  | Билингс         | 106.954 | Грејт Фолс Боземан |
| Билингс Мизула | 2.  | Мизула          | 66.789  | Грејт Фолс Боземан |
| Билингс Мизула | 3.  | Грејт Фолс      | 58.505  | Грејт Фолс Боземан |
| Билингс Мизула | 4.  | Боземан         | 37.280  | Грејт Фолс Боземан |
| Билингс Мизула | 5.  | Бјут-Силвер Боу | 34.525  | Грејт Фолс Боземан |
| Билингс Мизула | 6.  | Хелена          | 28.190  | Грејт Фолс Боземан |
| Билингс Мизула | 7.  | Калиспел        | 19.927  | Грејт Фолс Боземан |
| Билингс Мизула | 8.  | Хавер           | 9.310   | Грејт Фолс Боземан |
| Билингс Мизула | 9.  | Анаконда        | 9.298   | Грејт Фолс Боземан |
| Билингс Мизула | 10. | Мајлс Сити      | 8.123   | Грејт Фолс Боземан |

## Привреда
Монтана је углавном рударско-индустријско-пољопривредна држава са добро развијеним туризмом. Монтана има велике резерве нафте, каменог угља, природног гаса, сребра, злата, цинка и других руда. Монтана има добро развијену прераду нафте, хемијску индустрију, металургију. У пољопривреди Монтане главни производи су: пшеница, јечам, зоб, шећерна репа, кромпир и велике сточарске фарме, на којима се велика стада крава слободно узгајају. Монтана је богата шумама, које су углавном четинарске тако да је развијена и дрвна индустрија.

## Политика и администрација
Политика у држави је конкурентна, демократе обично држе предност, захваљујући подршци међу синдикалним организацијама, рудара и железничких радника.
Између 1988 и 2006, било је више вероватно да ће бирачи изабрати конзервативце у федералним канцеларијама. Ту су се појавиле дугорочне смене под партијском контролом. Од 1968 до 1988, државом доминира Демократска странка, уз демократског гувернера у периоду од 20 година. Избори су почели 1988, када је за Монтану изабран републички гувернер, по први пут од 1964 био послат као републиканац у америчком Сенату, по први пут од 1948.
Држава је последњи пут подржала демократу за председника у 1992, када је Бил Клинтон освојила већинску победу.
Монтана тренутно има само једног представника у америчком дому. Као и другим државама, Монтана има два сенатора.